# Jens Jacob Eschels
Jens Jacob Eschels (også Eskels, født 12. december 1757 i Niblum på Før, død 7. juni 1842 i Altona) var en dansk-nordfrisisk kaptajn og købmand.
Jens Jacob Eskels er født i Niblum på friserøen Før, som dengang hørte under Danmark. Eschels far Jacob (1728–1777) var kaptajn og døde på en sørejse til Batavia. Jens Jacob Eschels tog selv på sin første skibstur til Grønland, da han kun var 11 år gammel. Hans levetid markerede den sidste fase af hvalfangstperioden. I 1774 lærte han styrekunsten på navigationsskolen i Niblum. I årene 1782 til 1798 sejlede han som kaptajn mest til de vestindiske øer og Nordamerika. Senere grundlagde han en handelsvirksomhed i Altona. I 1819 blev han medaktionær i badebyen Vyk. Senere blev han kendt for sin selvbiografi, skabt mellem 1832 og 1835 baseret på personlige dagbøger og ombord-journaler. Bogen, som oprindeligt kun var beregnet til hans familie, byder på et væld af informationer om samtidens søfart og hverdag. Gravstenen for hans første hustru Naemi (1754–1788) står på kirkegården i Sankt Nicolai i Boldiksum.